# Alpout (Ucar)
Alpout è un comune dell'Azerbaigian situato nel distretto di Ucar. Conta una popolazione di 3.414 abitanti.